# 昭和町 (仙台市)
昭和町（しょうわまち）は、宮城県仙台市青葉区の町丁。郵便番号は981-0913。住民基本台帳に基づく人口は3,183人、世帯数は1,762世帯（2025年4月1日現在）。丁目の設定のない単独町名である。住居表示は全域で実施されている。旧仙台市昭和町。

## 地理
仙台市中心部のうち、北仙台地区に位置する。仙山線を挟んで北を堤町と、西を青葉町・通町と、東を上杉と、南を堤通雨宮町と接する。
都市計画区域上では全域が市街化区域に指定されており、都市計画法上の用途地域では商業地域に、防火指定では準防火地域に分類される。

## 歴史

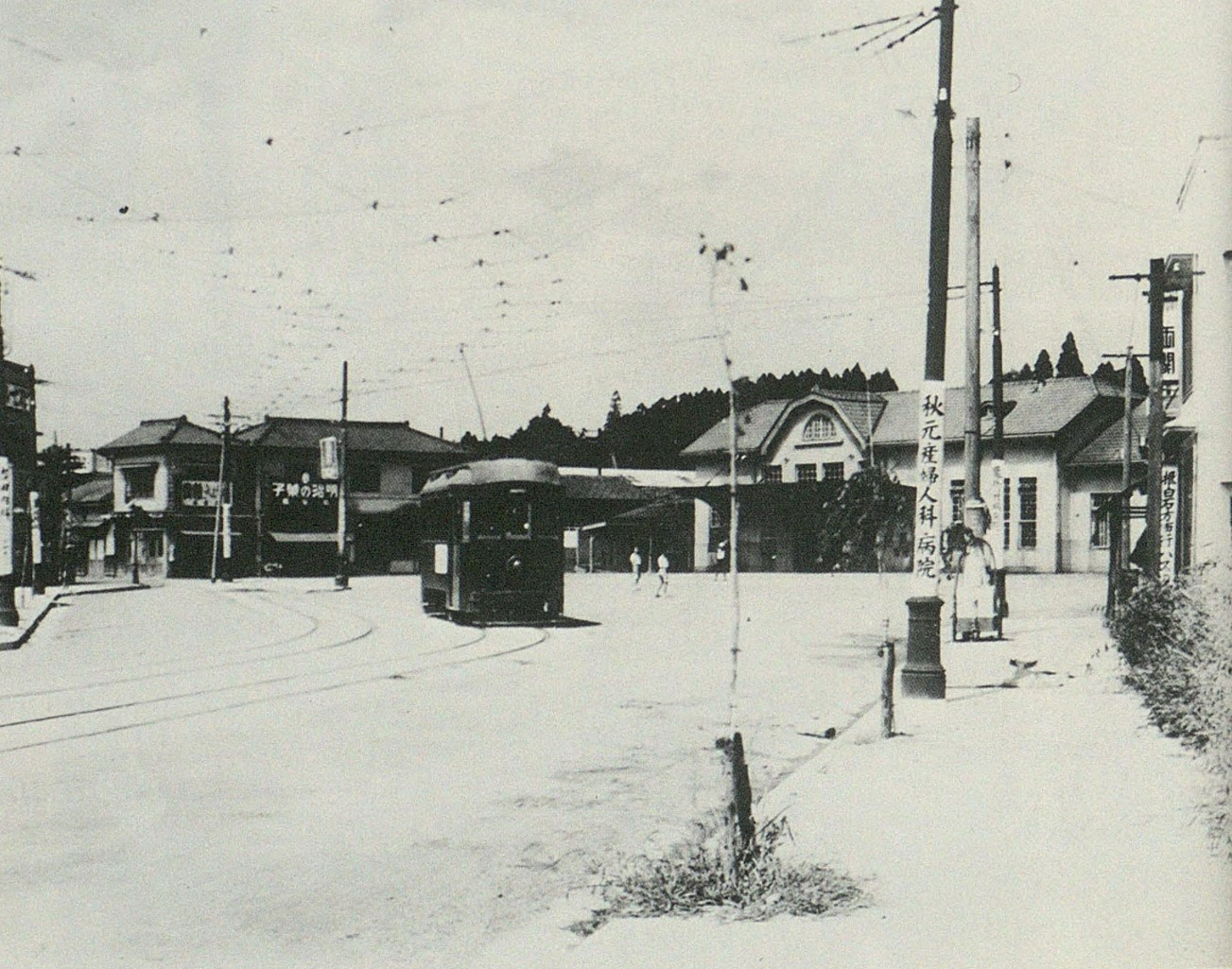
仙台市電開業時の北仙台駅前駅（1937年10月）

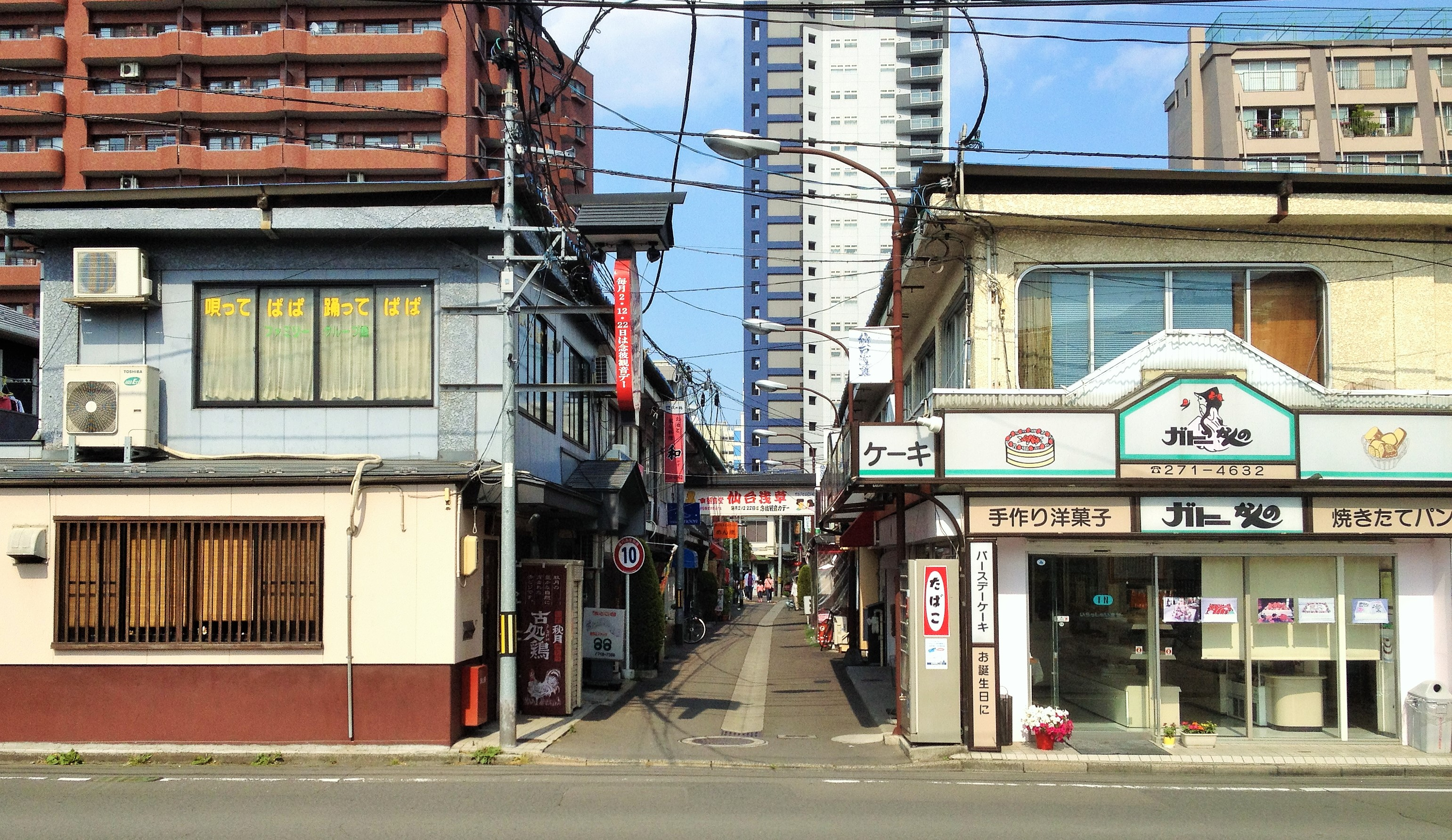
仙台浅草（2015年6月13日）

かつては宮城郡七北田村に属しており、1931年（昭和6年）4月1日に仙台市に編入された。1937年（昭和12年）には仙台市電北仙台線が開業し、これに伴い仙台鉄道は通町から北仙台へ至る区間を廃止した。
仙台鉄道の廃線跡は材木置き場として使われたものの、商店街化の動きもあり、1958年（昭和23年）には日用品市場として「北仙台駅前交易センター」が誕生、浅草にあやかりたいとの願いから「仙台浅草」と呼ばれるようになった。
1970年（昭和45年）2月1日、仙台市の中央地区で住居表示が施行され、昭和町が誕生した。

### 年表
- 1929年（昭和4年）9月29日 - 鉄道省仙山東線の開業により北仙台駅が設置される[12]。
- 1931年（昭和6年）4月1日 - 現在の昭和町のうち、旧荒巻の範囲が仙台市に編入される[9]。
- 1937年（昭和12年）
  - 5月 - 仙台市電北仙台線が着工する[13]。
  - 10月25日 - 仙台市電北仙台線が開業し[14]、北仙台駅前駅が設置される[13]。
  - 12月5日 - 仙台市電開業に伴い仙台鉄道の通町駅から北仙台駅までが廃止され、起点として社北仙台駅が開業する[15]。
- 1969年（昭和44年）3月31日 - 仙台市電北仙台線が廃止される[14][16]。
- 1970年（昭和45年）2月1日 - 中央地区の住居表示の実施に伴い、荒巻・堤通・堤通東・堤町土手下の一部をもって昭和町が誕生する[2]。
- 1982年（昭和57年）5月 - 仙台市におけるセブン-イレブン第一号店として、北仙台駅前店が開店する[17]。
- 1987年（昭和62年）7月15日 - 仙台市地下鉄南北線が開業する[14]。
- 1989年（平成元年）4月1日 - 仙台市が政令指定都市に移行し、青葉区が誕生。仙台市青葉区昭和町となる。

### 町名の変遷
町名の変遷は以下の通りである。
| 変更後の区域 | 変更後の区域   | 変更前の区域 | 変更前の区域 | 変更前の区域 | 変更日                   |
| 自治体       | 町丁           | 自治体       | 大字         | 小字         | 変更日                   |
| ------------ | -------------- | ------------ | ------------ | ------------ | ------------------------ |
| 仙台市       | 昭和町（新設） | 仙台市       | 荒巻         | 字堤下雷神南 | 1970年（昭和45年）2月1日 |
| 仙台市       | 昭和町（新設） | 仙台市       | 荒巻         | 字堤下雷神中 | 1970年（昭和45年）2月1日 |
| 仙台市       | 昭和町（新設） | 仙台市       | 荒巻         | 字堤北雷神   | 1970年（昭和45年）2月1日 |
| 仙台市       | 昭和町（新設） | 仙台市       | 荒巻         | 字木蔵前     | 1970年（昭和45年）2月1日 |
| 仙台市       | 昭和町（新設） | 仙台市       | 荒巻         | 字堤下南     | 1970年（昭和45年）2月1日 |
| 仙台市       | 昭和町（新設） | 仙台市       | 荒巻         | 字堤下中     | 1970年（昭和45年）2月1日 |
| 仙台市       | 昭和町（新設） | 仙台市       | 堤通         |              | 1970年（昭和45年）2月1日 |
| 仙台市       | 昭和町（新設） | 仙台市       | 堤通東       |              | 1970年（昭和45年）2月1日 |
| 仙台市       | 昭和町（新設） | 仙台市       | 堤町土手下   |              | 1970年（昭和45年）2月1日 |

## 世帯数と人口
2025年（令和7年）4月1日現在の世帯数と人口は以下の通りである。
| 町丁   | 世帯      | 人口    |
| ------ | --------- | ------- |
| 昭和町 | 1,747世帯 | 3,159人 |
| 計     | 1,747世帯 | 3,159人 |

## 小・中学校の学区
小・中学校の学区は以下の通りとなる。なお、括弧内は選択可能な小学校を示している。
| 町丁   | 街区符号・住居番号 | 小学校                       | 中学校       |
| ------ | ------------------ | ---------------------------- | ------------ |
| 昭和町 | 1から3             | 上杉山通小学校               | 上杉山中学校 |
| 昭和町 | 4から5             | 通町小学校（上杉山通小学校） | 上杉山中学校 |
| 昭和町 | 6から6の終わり     | 上杉山通小学校               | 上杉山中学校 |

## 施設

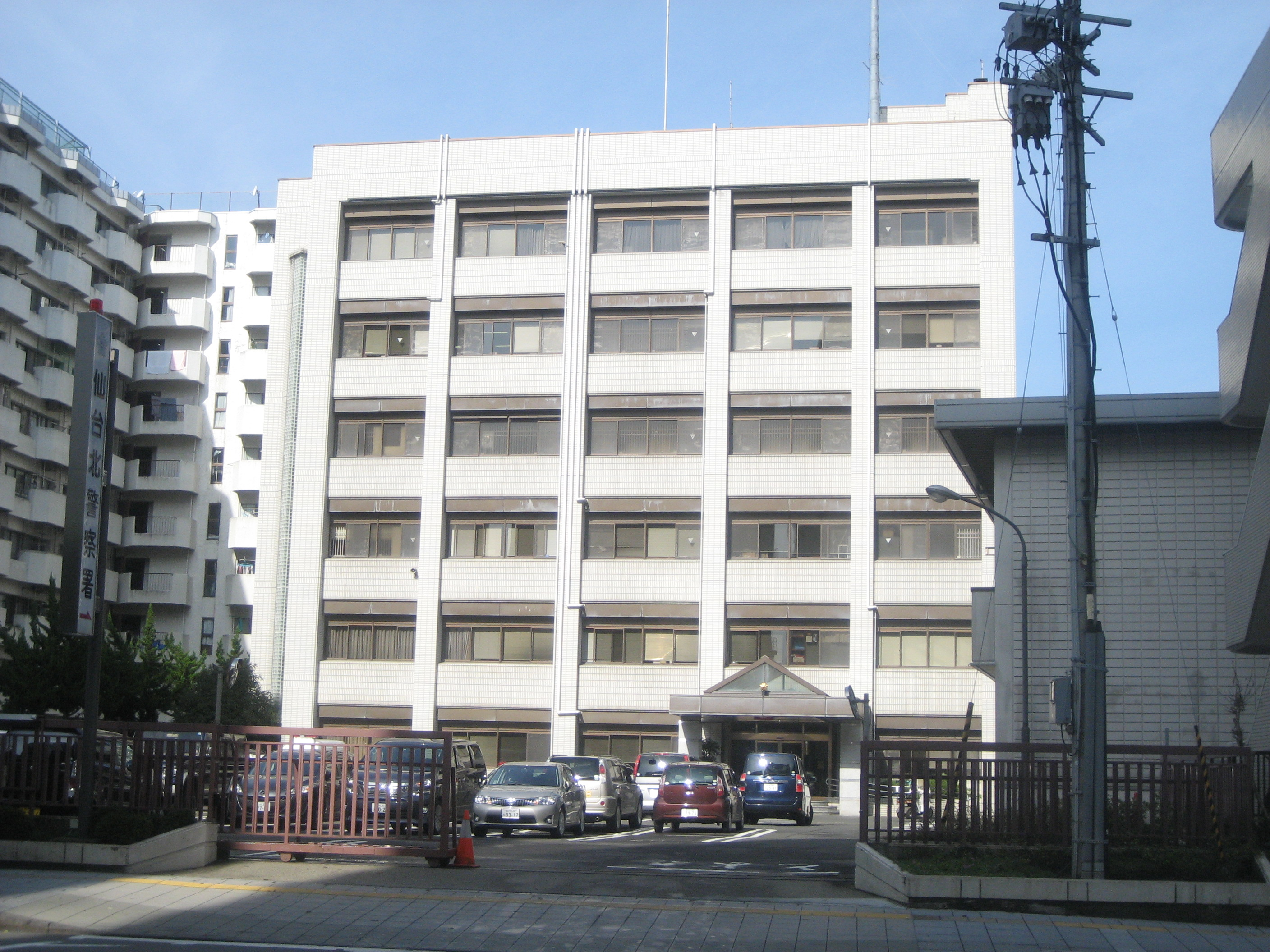
仙台北警察署（2014年11月2日）

### 公共
- 仙台北警察署（昭和町3-13）[19]

### 企業・店舗
- 丸五基礎工業 仙台事務所（昭和町2-23）[20]
- マリンピア 本社（昭和町3-7）[21]
- ロイヤルホスト 北仙台店（昭和町3-7）[22]
- セブン-イレブン 北仙台駅前店（昭和町3-27）[23]
- チソー食房 本社（昭和町3-36）[24]
- 北仙台駅前郵便局（昭和町3-42）[25]
- 西友 北仙台店（昭和町3-42）[26]
- 杜の都信用金庫 北仙台支店（昭和町4-2）[27]
- キンキホーム 北仙台駅前センター（昭和町5-43）[28]
- ファミリーマート 北仙台駅前店（昭和町6-8）[29]
- ツルハドラッグ 北仙台駅前店（昭和町6-10）[30]

## 交通

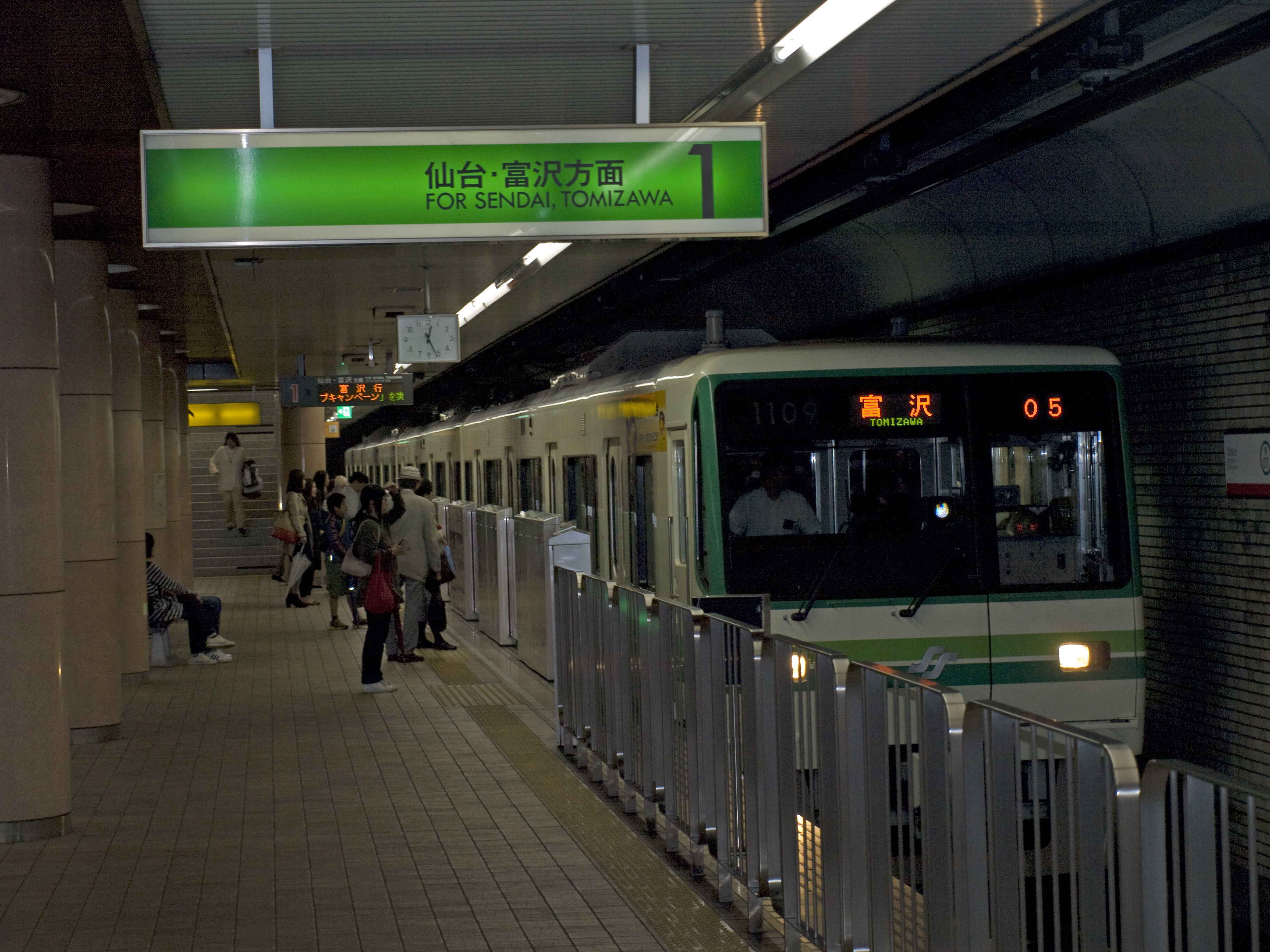
仙台市地下鉄北仙台駅（2015年10月11日）

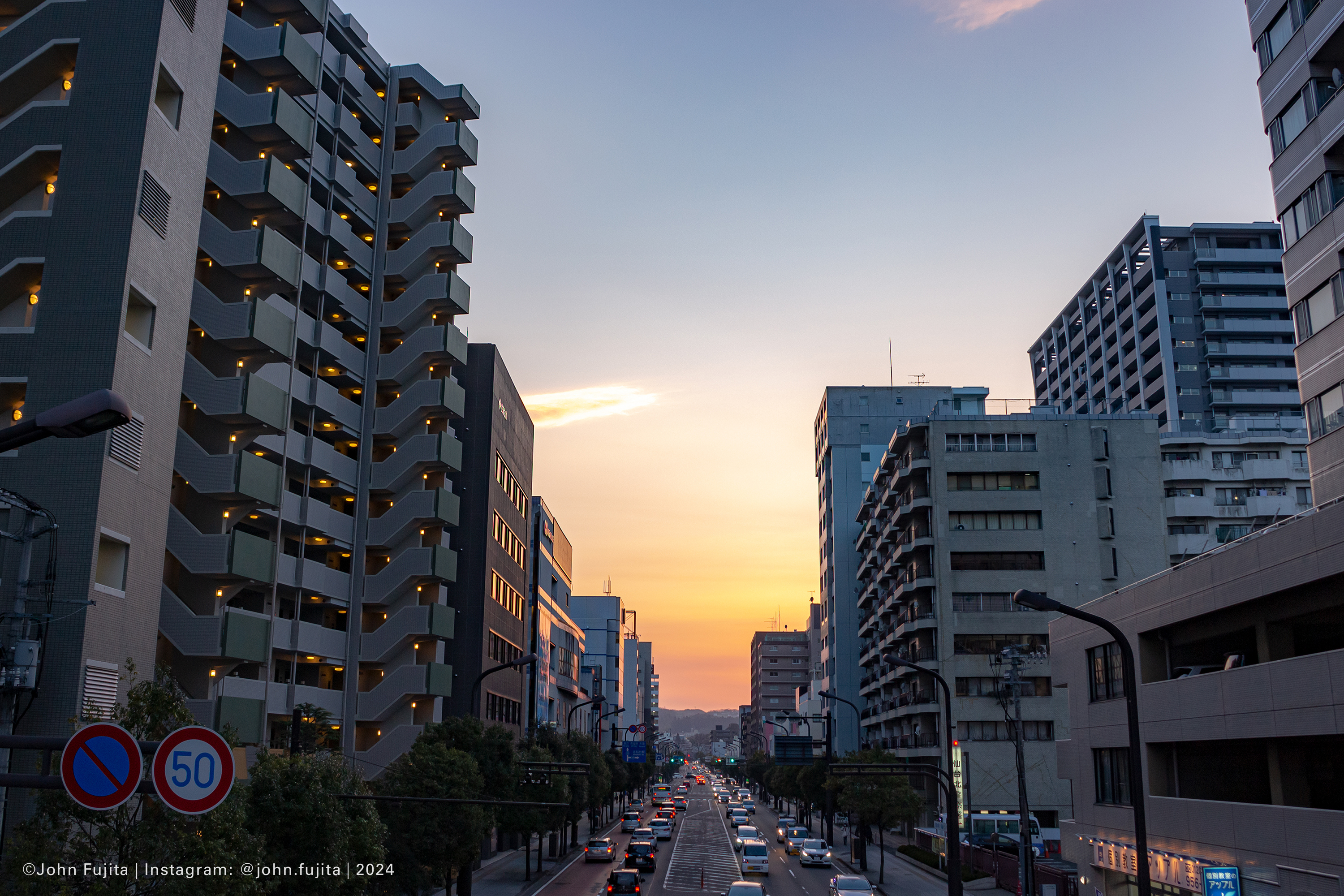
宮城県道22号仙台泉線（2018年2月1日）

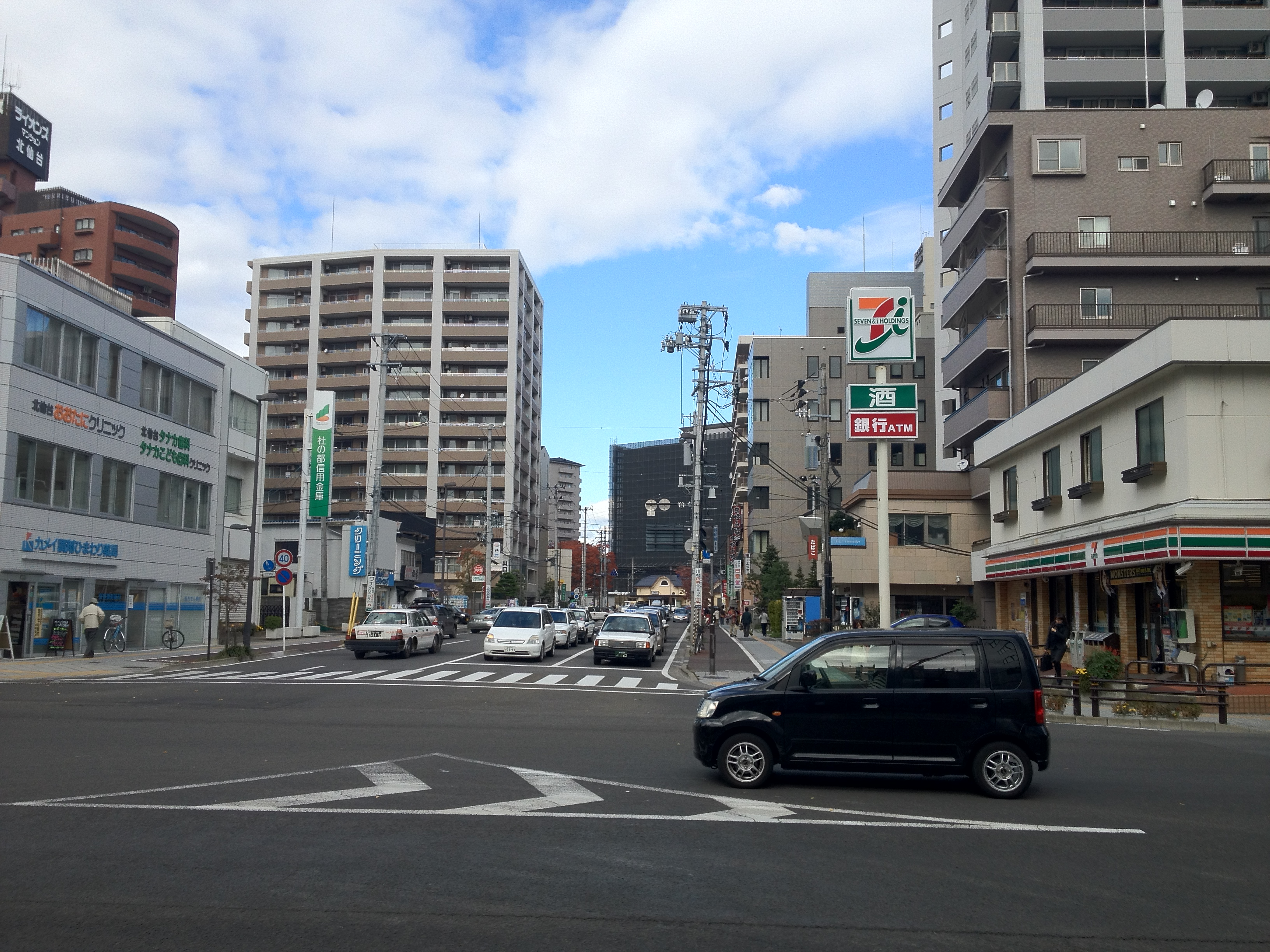
宮城県道136号北仙台停車場線（2012年11月10日）

### 鉄道
- 東日本旅客鉄道
  - 北仙台駅（■仙山線）
- 仙台市地下鉄
  - 北仙台駅（■南北線）

#### 廃止路線
- 仙台鉄道
  - 社北仙台駅
- 仙台市電
  - 北仙台駅前駅（北仙台線）

### バス
- 仙台市営バス[31][32]
  - 北仙台（70/159/160/161/900/901/902/904/905/910/911/917/918系統）
  - 北仙台駅前（70/900/901/902/904/905/908/910/911/917/918系統）
- 宮城交通[33]
  - 北仙台（1/5/6/19/20/22/28/31/32/34/35/40/43系統）

### 道路

#### 一般国道
- 地区内に一般国道は通っていない。

#### 一般県道・主要地方道
- 宮城県道22号仙台泉線[34]
- 宮城県道136号北仙台停車場線[35]

#### 道路愛称路線
- 10 愛宕上杉通[36]

#### 歴史的地名活用路線
- 堤通[37]